# Rhanidophora aethiops
Rhanidophora aethiops is een vlinder uit de familie spinneruilen (Erebidae). De wetenschappelijke naam is voor het eerst geldig gepubliceerd in 1907 door Grünberg.
De soort komt voor in tropisch Afrika.